# Dietrich Tuschy
Dietrich Tuschy (* 27. Dezember 1918 in Labuhn; † 28. November 2002 in Hamburg) war ein deutscher Admiralarzt der Bundesmarine.

## Leben

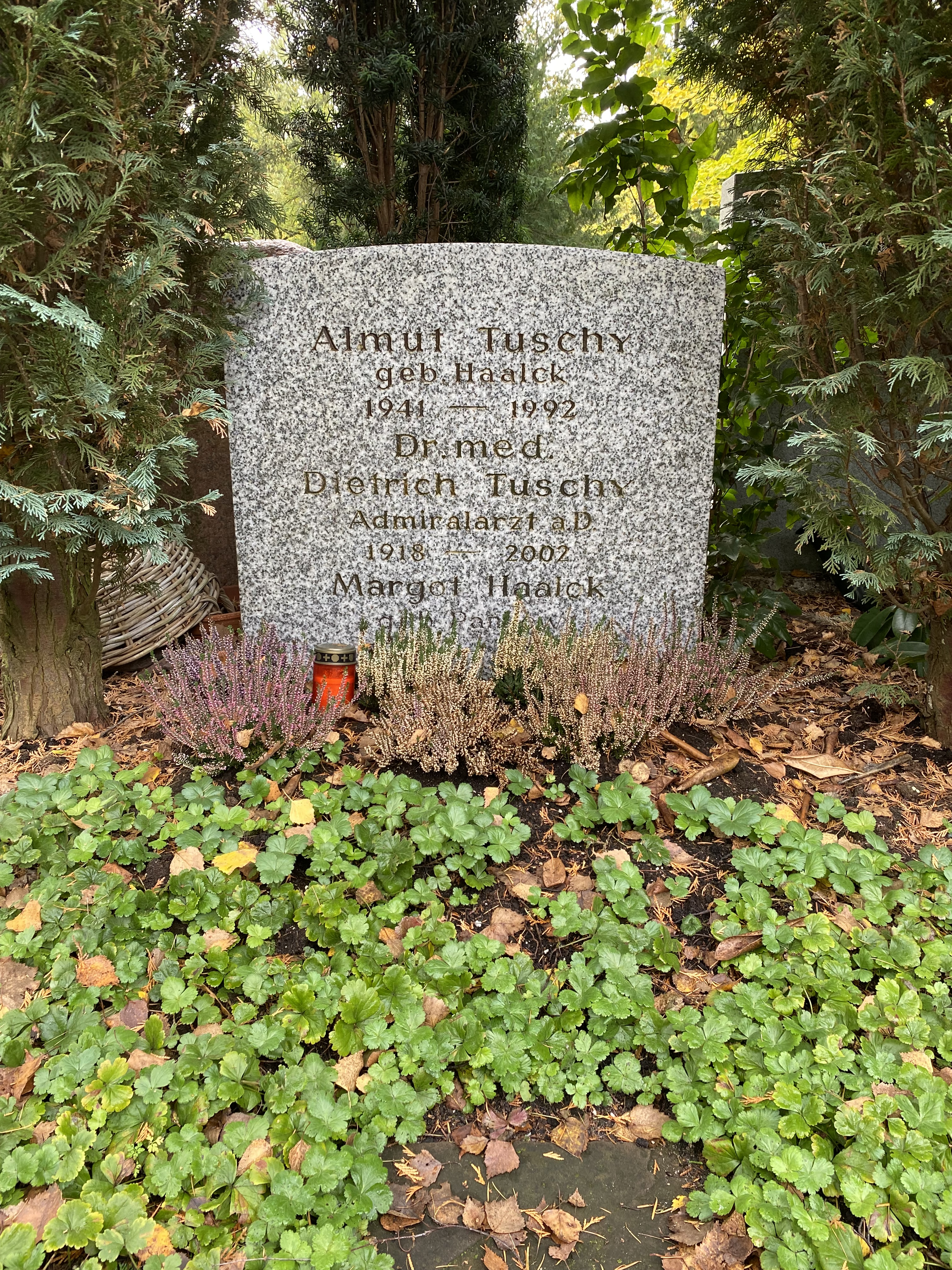
Grabstätte von Dietrich Tuschy auf dem Friedhof Blankenese

Dietrich Tuschy war von Juli 1967 bis März 1970 als Flottenarzt Stellvertreter und Chef des Stabes des Admirals des Marinesanitätsdienstes. Später wurde er Kommandoarzt des Territorialkommandos Schleswig-Holstein und war dann von April 1975, im gleichen Jahr zum Admiralarzt befördert, bis März 1979 Chefarzt des Bundeswehrkrankenhauses Hamburg. Anschließend ging er in den Ruhestand.
Ihm wurde am 1. Juni 1973 das Verdienstkreuz 1. Klasse verliehen. 
Einen Monat vor Vollendung seines 84. Lebensjahres starb Dietrich Tuschy in Hamburg und wurde auf dem dortigen Friedhof Blankenese beigesetzt.